# Black-out (De Kiekeboes-album)
Black-out is het 48e stripverhaal van De Kiekeboes. De reeks wordt getekend door striptekenaar Merho. Het album verscheen in augustus 1990.

## Verhaal
Kiekeboe wordt wakker in een bioscoop te Luttelgem, maar herinnert zich niet hoe hij daar is terechtgekomen. Buiten vindt hij zijn auto terug. Als hij het voertuig wil starten rijdt er een jonge vrouw voorbij die beweert dat Kiekeboe de nacht in haar flat heeft doorgebracht. Kiekeboe herinnert zich hier eveneens niets van. Hij rijdt naar huis en wordt vlak voor hij binnengaat aangesproken door een struise man die hem om een vuurtje vraagt. Kiekeboe zegt echter dat hij niet rookt, waarna de man weer verdwijnt en iemand belt om te zeggen dat Kiekeboe "hem niet herkend heeft." Thuis is Charlotte razend omdat hij twee dagen en nachten lang niets van zich heeft laten horen. Fanny is dan weer ontroostbaar omdat de beroemde popzanger Romeo Alfa begraven wordt. Hierbij schiet Kiekeboe iets te binnen: op de dag dat hij verdween hoorde hij Romeo Alfa's overlijdensbericht op de radio. Omdat hun broodrooster die dag defect was reed hij toen naar Benny's Discount om een temperatuurregelaar te halen. Hij treft dit ding ook aan in zijn auto, wat bewijst dat hij daar effectief geweest is. Kiekeboe besluit er weer heen te rijden om zijn black-out op te helderen.
Daar blijkt Kiekeboe op die dag een zak te hebben terugbezorgd aan de klant voor hem. Hierbij zag hij in diens auto nog een man zitten, wiens gezicht op Snoopy leek. Benny bezorgt Kiekeboe het adres van de klant. Eénmaal daar dringt Kiekeboe het domein binnen en ziet nog een man met het hoofd van een stripfiguur; ditmaal Mickey Mouse. Plots wordt Kiekeboe verrast door een dronken klusjesman, Manus Van Halles, die beweert hem al eens eerder te zijn tegengekomen. Voor Manus zichzelf kan verklaren wordt hij geroepen door Cliff Hanger, de man die Kiekeboe eerder die dag om een vuurtje vroeg. Kiekeboe beseft dat de verklaring voor zijn black-out hier te vinden moet zijn. Hij ziet een andere struise man het terrein opfietsen (Booby Trap) en identificeert hem als de klant uit Benny's Discount. Kiekeboe dringt het gebouw binnen en komt in een kamer terecht waar allerlei Amerikaanse strips in het boekenrek staan. Hij hoort iemand lachen in de nabijgelegen kamer en kijkt door het sleutelgat. Het blijkt een dokter (Habbekratz) te zijn die een stripalbum leest in een operatiezaal. Zijn leesplezier wordt verstoord wanneer Cliff Hanger en Booby Trap hem bekritiseren dat Kiekeboe blijkbaar al in de buurt werd gesignaleerd. Dan komt de man die op Mickey Mouse lijkt binnen en wordt door dokter Habbekratz klaargemaakt voor een operatie. Kiekeboe hoort dat Cliff en Booby van plan zijn naar Manus te gaan omdat die in dronken toestand zijn mond zou kunnen voorbijpraten tegen hem. Aldus zoekt en vindt Kiekeboe Manus' adres, maar die slaapt zijn roes uit en is niet wakker te krijgen.
Cliff en Booby ontvoeren Manus echter en nemen hem mee naar een verlaten klokkengieterij waar hij uiteindelijk onder een kerkklok wordt gevangengezet. Als ze weer weg zijn, bevrijdt Kiekeboe Manus en vraagt hem om uitleg. Het blijkt dat Cliff en Snoopy Kiekeboe hadden ontvoerd omdat hij de man die op Snoopy leek gezien had. Kiekeboe wist toen dankzij Manus' dronkenschap echter te ontsnappen en ontdekte geheime informatie, waardoor Cliff en Booby hem achtervolgden. In een nabijgelegen café komt Kiekeboe meer te weten over wat er daarna met hem gebeurde. De cafébazin, Sonja Scheut, is dezelfde vrouw die beweerde dat hij bij haar de nacht had doorgebracht. Ze vertelt dat ze Kiekeboe op de weg was tegengekomen en hij haar om een lift vroeg. In haar flat probeerde hij naar huis te telefoneren, maar omdat haar flatgenote de ganse tijd de lijn bezette kon Kiekeboe niet bellen. Zodus ging Kiekeboe de dag erop weer de deur uit. Opnieuw iets wijzer geworden belt Kiekeboe in het café naar huis, waar hij van Charlotte verneemt dat een struise man hem voor hun huis staat op te wachten en al een paar keer naar hem heeft gevraagd. Dan ontdekt Kiekeboe dat Booby Trap gezien heeft dat zijn auto voor het café geparkeerd stond en komt hem achterna. Kiekeboe vlucht een bos in en komt in een motorcrosswedstrijd terecht waar hij en Booby twee motoren stelen en wegrijden. Booby krijgt echter een motorongeluk en omdat Inspecteur Sapperdeboere toevallig aanwezig is op de hotdogstand kan de booswicht ingerekend worden. Het blijkt nu dat dokter Habbekratz een plastisch chirurg is die echter tot twee keer toe het gezicht van zijn patiënt omvormde tot een stripfiguur: eerst Snoopy en dan Mickey Mouse. Kiekeboe ontdekte toen de identiteit van de man, wist te ontsnappen, bracht de nacht door bij Sonja en werd dan opnieuw door hen ingerekend. Habbekratz hypnotiseerde hem zodat hij zich niets meer kon herinneren van wat hij allemaal had meegemaakt en werd hierna door Cliff en Booby naar een bioscoopzaal gebracht. Booby verliest echter het bewustzijn en Kiekeboe weet dus nog steeds niet wie de patiënt is. Hij laat Sapperdeboere Booby inrekenen en maant hem hetzelfde te doen met Cliff, die nog voor zijn huis patrouilleert.
Terug in de villa blijkt Habbekratz het hoofd van de patiënt te hebben veranderd in dat van Garfield. De patiënt is razend en Habbekratz besluit te vluchten. Kiekeboe houdt hem echter tegen en ondervraagt hem. De dokter verklaart dat hij zo van strips houdt dat hij tijdens faceliftoperaties de neiging heeft het gezicht van zijn patiënt te veranderen in dat van een stripfiguur. Hij is namelijk eerder een hypnotiseur dan een plastisch chirurg, hierbij Kiekeboe ook hypnotiserend. Als Kiekeboe weer bijkomt blijkt zijn auto door Habbekratz gestolen en zijn Fanny en Konstantinopel ter plekke. Charlotte had hen naar Luttelgem gestuurd om te onderzoeken waar hij uithing. Met zijn drieën gaan ze de trap op omdat ze muziek horen. Daar treffen ze de man met het Garfieldhoofd aan, die keyboard speelt. Fanny identificeert hem als Romeo Alfa, maar wanneer hij doorheeft dat men hem herkend heeft, vlucht hij weg en kan uiteindelijk ontkomen in een windmolen die eigenlijk een omgebouwde en gecamoufleerde helikopter was. Fanny komt tot de conclusie dat zanger Romeo Alfa helemaal niet dood was, maar zijn gezicht liet opereren om in staat te zijn een anoniem bestaan te leiden. Thuis wordt Kiekeboe door Sapperdeboere opgebeld. Cliff en Booby hebben bekend, maar Habbekratz blijkt gevlucht naar het buitenland. Kiekeboes auto is wel weer terecht.